# 유엔군축연구소

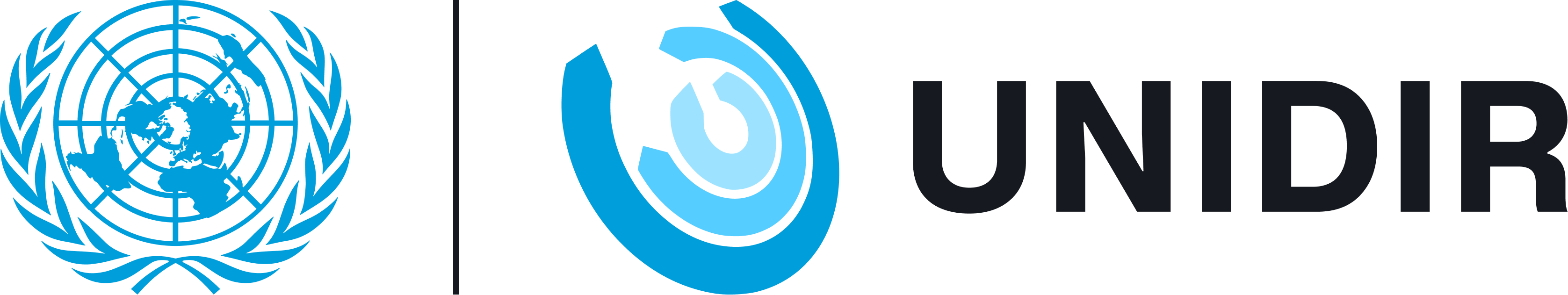

유엔군축연구소(United Nations Institute for Disarmament Research, UNIDIR)는 군축과 국제 안보에 중점을 둔 유엔 산하 연구 기관이다. 1980년 유엔 총회에서 설립된 UNIDIR은 각국과 국제 사회에 국제 안보 문제에 대한 정보를 제공하고, 군축 노력을 지원하여 모두를 위한 안보 강화와 경제·사회 발전을 촉진한다는 목표를 명시했다.
유엔 총회는 UNIDIR이 유엔 구조 내에서 자율적인 기관이 되어 과학적 독립성을 바탕으로 업무를 수행할 수 있도록 규정했다.

## 배경
UNIDIR은 연구 프로젝트, 출판물, 소규모 회의 및 전문가 네트워크를 통해 현재와 미래의 군축 및 안보 과제에 대한 창의적인 사고와 대화를 장려한다.
UNIDIR은 전술 핵무기, 난민 안보, 컴퓨터 전쟁, 지역 신뢰 구축 조치, 소화기 등 다양한 주제를 검토하며 현재와 미래의 안보 문제를 탐구한다.
UNIDIR은 연구자, 외교관, 정부 관계자, 비정부기구 및 기타 기관과 협력하여 연구계와 유엔 회원국을 연결하는 다리 역할을 한다. UNIDIR의 연구는 정부 및 기부 재단의 기부금으로 운영된다.
UNIDIR은 안보 및 군축 협상의 주요 중심지이자 군축 회의의 본거지이며, 인권, 난민, 이주, 보건 및 노동 문제와 같은 인도주의적 문제에 대한 국제적 중심 기관인 제네바에 본부를 두고 있다.

## 같이 보기
- 국제 원자력 기구
- 핵확산방지조약
- 유엔 체계